# 大觉寺乘降所
大觉寺乘降所是北京铁路西北环线上的一个车站，位于北京市海淀区龙泉寺路以南，距沙河站17公里，距三家店火车站17公里。本站有1个水泥站台，1轨道。